# 창조영 2020
《창조영 2020》(중국어 간체자: 创造营2020, 정체자: 創造營2020, 병음: Chuàngzào Yíng 2020, 영어: CHUANG 2020／Produce Camp 2020)은 중국의 동영상 사이트 플랫폼 텐센트 비디오에서 주최한 걸 그룹 결성 프로젝트 서바이벌 프로그램이다. 《창조 101》의 세 번째 시리즈이다.

## 최종 선발
| 순위 | 이름     | 예명    | 소속사                            | 소속그룹                      |
| 1위  | 나띠     | NATTY   | 위에화                            | 경당소녀303, 现在KISS OF LIFE |
| 2위  | 자오웨   | Akira   | 와지지와, 前STAR48, 前지비        | 경당소녀303, SNH48, 7SENSES   |
| 3위  | 왕이진   | Rita    | 와지지와, 제이워크뉴조이          | 경당소녀303                   |
| 4위  | 천줘쉬안 | Krystal | 와지지와, TH                      | 경당소녀303, 前초급여단       |
| 5위  | 정나이신 | NeNe    | 와지지와, 화잉이씽 , 前GMM GRAMMY | 경당소너303, 前MilkShake      |
| 6위  | 류셰닝   | Sally   | 와지지와, 하오하오방양, 젤리피쉬  | 경당소녀303, 前구구단         |
| 7위  | 장이판   |         | 와지지와, TF                      | 경당소녀303                   |